# Shein
Shein (estilizado como SHEIN; pronunciado  /ʃiːɪn/) es un minorista de moda rápida y ropa deportiva chino. Tiene otra tienda con el nombre de Romwe. Fundada en 2008 en Guangzhou, China. Actualmente trabaja en más de 220 países. La empresa es conocida por sus prendas de vestir económicas que se fabrican directamente en China. Se sabe que tienen ropa barata y de calidad variable.

## Historia
Shein fue fundada en Nanjing, China en 2008. El sitio web original de la marca era Sheinside.com.
En 2013, Shein tenía 100 empleados y ya había establecido su sede de productos en Guanghzou, desde donde Shein utiliza un sistema de cadena de suministro ágil conocido como «venta minorista en tiempo real».
En 2018, Levi Strauss & Co. demandó a la compañía por copiar una costura de jeans de marca registrada. El caso se resolvió fuera de la corte.
También en 2018, la compañía experimentó una filtración de datos que comprometió las direcciones de correo electrónico y las contraseñas cifradas de 6,42 millones de usuarios, lo que llevó a los expertos en seguridad a denunciar las «estrategias de ciberseguridad reactiva» del minorista y su incapacidad para proteger adecuadamente la información de sus clientes.
El 9 de mayo de 2020, SHEIN celebró un concierto promocional virtual titulado SHEIN Together que contó con los artistas Katy Perry, Lil Nas X y Doja Cat.
En junio de 2020, fue prohibido en India por motivos de privacidad. En julio de 2020, se informó y retiró de la venta un polémico collar con una esvástica (la marca aclaró que era una esvástica budista, no una esvástica nazi).
En mayo de 2021, fue la aplicación de compras más descargada en los Estados Unidos Según Bloomberg Businessweek, el modelo comercial de Shein se ha beneficiado de la guerra comercial entre China y Estados Unidos.
En mayo de 2021, Shein recibió una reacción violenta por ofrecer una funda de teléfono con una imagen de un hombre negro esposado delineado con tiza. Shein se disculpó por la imagen ofensiva y también por usar la imagen sin el permiso de la persona que creó el diseño. El 22 de mayo de 2021, @sheinofficial tuiteó «@JaYunnaMonae Hemos eliminado el artículo por respeto a nuestra comunidad y queremos aclarar que nunca obtuvimos el permiso del artista para usar el arte que no estaba destinado a uso comercial».
En 2021, varios diseñadores independientes se quejaron de que Shein vendía copias no autorizadas más baratas, y hubo llamamientos a boicotear a la compañía. La empresa utiliza un modelo de negocio de moda rápida que ha sido objeto de escrutinio por prácticas laborales poco éticas para lograr sus precios drásticamente bajos.